# Wissadula caribaea
Wissadula caribaea är en malvaväxtart som först beskrevs av Dc., och fick sitt nu gällande namn av Bovini. Wissadula caribaea ingår i släktet Wissadula och familjen malvaväxter. Inga underarter finns listade i Catalogue of Life.